# Glazbeno izdavaštvo
Glazbeno izdavaštvo je izdavačka djelatnost glazbene produkcije, proizvodnje i/ili distribucije fonograma - nosača zvuka i slike, najčešće za reproduciranje glazbe. Njome se bave diskografske kuće kao poduzeća za proizvodnju, najčešće glazbenih, audio i video snimaka. Glazbeni izdavači su tvrtke-izdavači nosača zvuka i slike i programski djelatnici i poduzetnici glazbenog izdavaštva koji su se afirmirali u toj vrsti izdavačke djelatnosti.

## Izdavačke kuće u Hrvatskoj
Vodeća diskografska kuća u Hrvatskoj je Croatia Records, nekadašnji Jugoton osnovan u Zagrebu 1947. godine. Mijenja naziv u Croatia Records nakon demokratskih promjena u Hrvatskoj 1991. godine. 
Drugi su hrvatski izdavači Dallas Records, Campus, Dancing Bear, Aquarius Records, Hit Records, Cantus Records, Scardona, Tutico, SBS Music, Profilog i drugi, te Menart, koji je u vlasništvu slovenske matične kuće. 
Hrvatska diskografska udruga zastupa i promiče interese diskografa u Hrvatskoj, odnosno interese hrvatske glazbene industrije uopće. Utemeljena je 1995. godine. Prvotno je osnovana kao udruga fizičkih osoba koje se bave diskografijom i s njom povezanim djelatnostima, jer je taj oblik udruživanja bio tada jedino moguć. U prvom Upravnom odboru HDU bili su  Hrvoje Markulj, predsjednik, Veljko Despot, dopredsjednik, Zdravko Josipović, tajnik, Šima Jovanovac i Branko Paić. Sjedište HDU je u Zagrebu. 
Porin je najuglednija diskografska nagrada u Hrvatskoj, ustanovljena 1993. godine, a redovito se godišnje dodjeljuje od 1994. godine. Idejni začetnici i pokretači nagrade su diskograf Veljko Despot, skladatelji Zrinko Tutić i novinar Dražen Vrdoljak, a utemeljitelji Hrvatsko društvo skladatelja, Hrvatska glazbena unija, Hrvatska radiotelevizija i Hrvatska diskografska udruga. 